# Jacques Sluysmans
Jacobus Antonius Maria Alexander (Jacques) Sluysmans (Heerlen, 13 februari 1975) is een Nederlands jurist gespecialiseerd in het onteigeningsrecht. Hij is advocaat te Den Haag en hoogleraar aan de Radboud Universiteit.
Sluysmans bracht zijn middelbareschooltijd door aan het Katholiek Gymnasium Rolduc te Kerkrade en studeerde vervolgens rechtsgeleerdheid aan de Universiteit Leiden van 1993 tot 1998, waar hij afstudeerde in het burgerlijk recht. Tijdens zijn studie werd hij lid van L.V.V.S. Augustinus en van Mordenate College, de studievereniging voor excellente rechtenstudenten opgericht door Hein Schermers. Tijdens zijn studententijd studeerde hij ook aan Sciences Po te Parijs. Na zijn afstuderen in Leiden studeerde hij nog aan de Katholieke Universiteit Brussel, de Cornell-universiteit in Ithaca (New York), en de Facultés Universitaires Saint-Louis te Brussel. In 1999 werd hij advocaat bij De Brauw Blackstone Westbroek te Den Haag; in 2005-2006 werkte hij korte tijd bij Eubelius te Brussel.
In 2006 verliet Sluysmans De Brauw en was hij een van de oprichtende partners (vennoten) van het kantoor Van der Feltz advocaten te Den Haag, een kantoor dat zich richt op onder andere bouw- en vastgoedrecht. Op 28 juni 2011 promoveerde hij aan de Universiteit Leiden op het proefschrift De vitaliteit van het schadeloosstellingsrecht in onteigeningszaken. Een studie naar theorie en praktijk; promotoren waren Tom Barkhuysen en Peter van Wijmen (Tilburg University). In 2013 werd hij benoemd tot bijzonder hoogleraar aan de Radboud Universiteit Nijmegen, met als leeropdracht het onteigenings- en belemmeringenrecht. Hij is oprichter en voorzitter van de Vereniging voor Onteigeningsrecht. In 2021 werd Sluysmans benoemd tot Officier in de Orde van Oranje-Nassau.